# Hrvoje Vuković
Hrvoje Vuković (* 25. Juli 1979 in Split, SFR Jugoslawien) ist ein ehemaliger kroatischer Fußballspieler.
Er spielte drei Jahre als Verteidiger beim Wacker Burghausen in der 2. Bundesliga. In der Saison 2005/06 stand er mit einem Fallrückziehertor zur Auswahl zum Tor des Monats. Für negative Schlagzeilen sorgte sein Tritt gegen Skerdilaid Curri im Zweitligaspiel der Saison 2004/05 gegen den FC Erzgebirge Aue. Dieser erlitt in dessen Folge einen Lungenriss und schwebte kurzzeitig in Lebensgefahr.
Von Sommer 2007 bis 2009 spielte Vuković für den Zweitligisten Alemannia Aachen.

## Erfolge
- Kroatischer Meister: 2001, 2004
- Kroatischer Pokalsieger: 2000, 2003